# Skivvärlden (värld)
Skivvärlden, även kort kallad Skivan, är den fiktiva värld där alla Terry Pratchetts Skivvärlden-böcker utspelar sig. Den består av en svagt konvex skiva (komplett med världens kant och vattenfall som rinner ner och ut i rymden) som vilar på ryggarna på fyra stora elefanter. Dessa står i sin tur på ryggen på en enorm sköldpadda, som heter Store A'Tuin (lik Chukwa eller Akupara från hinduisk mytologi) och som långsamt simmar genom rymden. Skivan är starkt influerad av magi och samtidigt som den är lik Jorden så rättar den sig vanligtvis efter sina egna lagar ( eller lagarna som influerar "sagor").
Pratchett utvecklade först idén om en skivformad värld i boken ’’Strata’’ (1981), som var att se som en lätt drift med den amerikanske science fiction-författaren Larry Nivens roman Ringworld (1970). Idén gick i full blomning med romanen The Colour of Magic (1983; ”Magins färg”), som också blev Pratchetts egentliga genombrott som internationell författare. Magins färg blev den första i en rad fristående romaner om Skivvärlden, en miljö som han begagnade för sina satirer om allt från fantasylitteratur till dagspolitik

## Store A'tuin, stjärnsköldpaddan
Store A'Tuin är den Stora Stjärnsköldpaddan (art: Chelys galactica) som färdas genom rymden, bärandes på fyra jätteelefanter (som heter Berilia, Tubul, Store T’Phon och Jerakeen). De i sin tur bär på Skivvärlden, och de introduceras i nästan varje bok. A'Tuin har beskrivits som ”den enda sköldpaddan som framträder i Hertzsprung-Russell-diagrammet."
Store A'Tuins kön är okänt, men är ämnet för mycket spekulation av några av Skivans bästa vetenskapliga hjärnor. Stjärnsköldpaddans kön är centralt för att kunna bevisa eller motbevisa ett antal stridande teorier om Store A'Tuins slutgiltiga destination. Om, som den populära "Stora smällen-hypotesen" säger, Store A'Tuin rör sig mot hans (eller hennes) parningsplats, skulle då Skivans civilisationer krossas vid parningstidpunkten eller skulle de helt enkelt glida av? Den andra teorin är beskriven av akademiker som den "Stadiga lunken-teorin", och den säger att A'Tuin kom från ingenstans och kommer att fortsätta simma genom rymden för alltid. I Eric visas det hur Store A'Tuin blir till omedelbart från ingenting, till synes till stöd för teorin om att den kom från ingenting och skulle fortsätta med en konstant hastighet in i ingenstans.
På grund av att Store A'Tuin färdas genom universum så förändras skivvärldens natthimmel, till skillnad från vår världs, markant över årtiondena, när sköldpaddan lämnar äldre konstellationer och går in i nya. Detta betyder att astrologer konstant behöver uppdatera och förändra sina horoskop för att införliva nya zodiaker. En liten sol och måne färdas kring Store A'Tuin, båda ungefär 1,5 kilometer i diameter när de beskrivs i början av serien, men beskrivningen ändras senare till minst 130 kilometer. 

## Magi[5][6]
Magi är den grundläggande kraften i Skivvärlden, och den fungerar på ungefär samma sätt som naturkrafter såsom gravitation och elektromagnetism i vår egen värld. Skivans permanenta magiska fält är i princip ett sammanbrott av verkligheten som tillåter en platt värld på ryggen av en sköldpadda att ens existera. Kraften som kallas "magi" är egentligen bara den relativa frånvaron av "verklighet" på den lokala platsen, mycket på samma sätt som vi beskriver frånvaron av "värme" som "kyla". Magi böjer verkligheten på ungefär samma sätt som gravitationen böjer rum-tiden.
På Skivvärlden, där magi har mer gemensamt med partikelfysik än Houdini, uppkommer bakgrundsmagi (högst troligt en referens till bakgrundsstrålning) när en väldigt kraftfull trollformel uttalas. Det skapar oräkneliga partiklar som allvarligt förvränger den lokala verkligheten. 
Att bygga ett hus (eller ens gå in) i ett område där det här har hänt är extremt farligt, eftersom det inte är säkert att personen i fråga fortsätter att tillhöra samma art, ha samma form eller vara vid sina sinnens fulla bruk om den vistas där. Medelstark strålning orsakar underliga händelser, som till exempel mynt som landar på stående kant och förvandlas till fjärilslarver. Områden med starkare bakgrundsmagi än normalt brukar uppvisa ovanliga egenskaper, till och med för Skivan. Väldigt höga kvantiteter av magi kan slå hål på verkligheten, vilket kan leda till en invasion av vidunder från källardimensionerna, eller, nästan lika hemskt, till alvernas värld. På Skivan är magin uppdelad i elementarpartikelfragment, på ungefär samma sätt som energi och andra krafter är i kvantfysiken. 
Magins basenhet är thaum (från grekiskans thauma, underverk), likvärdig med den mängd mystisk energi som krävs för att trolla fram en liten vit duva eller tre normalstora biljardbollar. Flera bestämningsord för Internationella måttenhetssystemet används till thaum (t.ex. millithaum, kilothaum) i böckerna. Magi kan mätas med en thaumometer, som ser ut som en svart kub med en urtavla på ena sidan. En standardthaumometer kan användas upp till en miljon thaum, och bortom den nivån börjar verkligheten att störta samman. Thaumen tycks även vara en partikel; den magiska motsvarigheten till atomen. När man klöv thaumen upptäckte man att den i själva verket bestod av flera mindre partiklar, som kallas för resoner ("mackapärer"). Dessa, i sin tur, är skapade av en kombination av upp till fem "lukter": upp, ned, åt sidan, sexuell charm, och pepparmint (se kvarkar).
I de första böckerna är numret åtta i allmänhet viktigt och har magiska egenskaper på Skivan, (t.ex. numret för magins färg, oktarin). Det bör aldrig uttalas av trollkarlar, särskilt på vissa speciella platser. Att göra det kan tillåta det forntida källardimensionsvarelsen "Bel-Shamharoth, åttans avsändare" att bryta igenom (det här tas till något extrema proportioner i en bok, där till och med berättaren gör sig stort besvär med att undvika att säga ordet). Å andra sidan så dyker nummer åtta upp på många ställen där nummer sju finns i vår värld (t.ex. Skivvärldens vecka innehåller åtta dagar, inte sju). Efter Magins Färg uppträder dock inte färgen eller nummer åtta att vara farliga. Det kan bero på en del speciella handlingar utförda av Rensvind under bokens gång.
Att utföra magi är i grund och botten att tala om för universum hur du vill att det ska vara, på ett sätt som inte kan ignoreras. Det här är väldigt uttröttande, på grund av Lagen om Verklighetens Bevarande (som påstår att det kräver samma ansträngning att göra något med magi som det gör om man gör det utan). Det här är orsaken till att de flesta trollkarlar lagrar magi i en stav (med en knopp i änden).
Skivans magiska fält är centrerat vid Cori Celesti. Vardagliga naturkrafter, såsom ljus och magnetism, dämpas av kraften av Skivans magiska fält, och snarare än en magnetiserad nål, så använder navigatörer på Skivan en kompass med en nål av den magiska metallen oktiron, som alltid pekar mot Cori Celesti. Ljus påverkas så underligt av magi att, när det passerar genom Skivans atmosfär, så saktar det ned från miljoner till hundratals kilometer i timmen. En underlig effekt detta har är att Skivan har tidszoner, när den inte borde ha det eftersom den är platt. En annan effekt är, som det berättas i Thud!, att ljusets röda och blå skiftningar blir märkbara när man färdas i ringa hastigheter av endast tvåhundra kilometer i timmen.

### Trons kraft
Verkligheten beskrivs vara utspridd tunt över Skivan, därför kan händelser påverkas av förväntningar, speciellt de hos "intelligenta" raser som till exempel människor, dvärgar etc. En sådan värld styrs inte av fysik eller logik utan av tro och berättelser. På det hela kan saker som tros tillräckligt starkt eller av tillräckligt många människor bli verklighet. I verkligheten så springer inte lämlar över klippkanter i en hop, men det gör de däremot på Skivan, eftersom det är det som folk tror att de gör (eftersom massjälvmord vore väldigt dåligt ur evolutionssynpunkt, brukar de fira sig ned istället). Det här används även i trollkarls- och häxmagi. Om du till exempel vill förvandla en katt till en människa så är det enklaste sättet att övertyga honom, innerst inne, att han är en människa.
Ännu viktigare är att det är tron som ger gudarna deras krafter. Skivvärldens gudar börjar som små andar, och får sedan mer kraft när de får fler troende. Detta utforskas mest genomgående i Små gudar. En liknande effekt har lett till "reifikation" av mytologiska varelser som symboliserar abstrakta begrepp, såsom Döden, Grisefar och andra antropomorfiska personikafioner. I ’’Svinvinternatt’’ försöker lönnmördaren herr Kvällsvard att döda Grisefar genom att använda en gammal magi som där man kontrollerar en person med hjälp av en kroppsdel. Han tar tänderna som tandfen har samlat ihop för att få barnen att sluta tro på Grisefar, och han lyckas nästan.

### Oktarin
Oktarin är magins färg på Skivvärlden, och den kallas ofta för det åttonde färgen. Oktarin är starkt indikativ för magi och kan endast ses av trollkarlar (som ibland beskriver den som något som påminner om en fluorescerande grön-gul-lila färg) och katter. I vanligt färgseende förhindrar motsatsfärger uppfattningen av rödgröna eller gulblåa färger, och det skulle därför vara omöjligt att uppfatta en färg som "grön-gul-lila". Om gröngult och lila ljus sammanfördes skulle resultatet vara en grå nyans och ifall de blandades som färger skulle resultatet bli brunt. En människas synsystem fungerar genom förekomsten av tappar och stavar i ögat, och trollkarlars förmåga att se oktarin förklaras genom den extra förekomsten av oktagoner.

## Geografi

### Kontinenter

#### Den Namnlösa Kontinenten
Den namnlösa kontinenten är den mest kända kontinenten. 

##### Länder och städer på Den namnlösa kontinenten
- Ankh-Morpork
- Lanker
- Überwald[7]

##### Platser på Den namnlösa kontinenten
- Rammtopparna

#### Klatch
Klatch är den näst mest kända kontinenten. Här finner man såväl ångande djungler som solstekta öknar.

##### Länder och städer på Klatch
- Djelibeybi[8]
- Efebe[8][9].
- Howondaland[9]
- Omnia[9]
- Tsort[9]

#### Motviktskontinenten
Denna kontinent väger lika mycket som de andra kontinenterna tillsammans, på grund av att den till större delen består av den på Motviktskontinenten (på grund av inflation) värdelösa metallen guld.

##### Länder och städer på Motviktskontinenten
- Agateanska Imperiet[10]
- Hunghung[10]
- Bes Pelargic[10]

#### XXXX
En ganska så mystisk och okänd kontinent med förekomst av känguruer och öken.

#### Ku
En kontinent som sjönk i havet för tusentals år sen.